# Brillante (relato)
Brillante es un relato del escritor mexicano Carlos Fuentes. Fue publicado en 2010, dentro de la colección de ocho cuentos Carolina Grau.

## Argumento
El padre de Brillante murió justo después del momento en el que él fue concebido. Desde aquella noche, Carolina Grau, su madre, empezó a llevar en su vientre una mancha dorada y brillante, que se fue extendiendo hasta que dio a luz a su hijo. Tras el parto, Carolina perdió la mancha, pero a cambio parió un hijo con piel brillante y de color del oro. La madre, preocupada por las burlas que pudiera recibir su hijo, lo recluyó, aislándolo del mundo exterior. 
Conforme crecía, la relación con su madre fue cambiando: Brillante quería salir fuera de la burbuja en la que había vivido hasta ese momento. Un día, Brillante habló a su madre con la misma voz de su difunto padre, un hecho que la dejó paralizada. A partir de ahí, los sucesos extraños fueron sucediéndose, Brillante hablaba con la voz exacta de su padre cada vez más a menudo y la imagen del difunto iba borrándose de las fotos que adornaban la casa de la familia. Carolina Grau, aunque alarmada, trató de seguir viviendo con su hijo como si nada pasara.
Sin embargo, una noche, Brillante, ya con un comportamiento más propio de su padre que de él mismo, se acostó desnudo en la cama en la que dormía junto a su madre desde hacía 8 años. Fue entonces cuando empezó a ser acariciado por Carolina Grau, quien después lo besó y, en mitad de la noche de sexo, devoró al que había sido su propio hijo engulléndolo.

## Personajes
Tres son los personajes que conforman el relato: Carolina Grau, su esposo Juan Jacobo y el hijo de ambos, Brillante.
Carolina Grau es una madre sobreprotectora, preocupada porque nada le pase a su hijo. Antes de que este naciera, la vida con su marido se le hacía horrible, pues Juan Jacobo tenía un comportamiento odioso y machista con ella.
Juan Jacobo no veía en su esposa nada más que una manera de conseguir el placer sexual, hecho que le consiguió el odio y la repulsión por parte de su esposa.
Por último, Brillante es un niño curioso e inteligente. Le apasiona la historia, el estudio de los mapas y jugar interpretando los papeles de personajes históricos importantes. También hay en él unas ganas de explorar el mundo exterior, las cuales siempre son apaciguadas por su madre.